# German Open 1986 (Tennis)
Die German Open 1986 waren ein Tennisturnier der WTA Tour 1986 für Damen in West-Berlin, sowie ein Tennisturnier des Grand Prix 1986 (Tennis) für Herren in Hamburg. Das Damenturnier fand vom 12. bis 19. Mai 1986 statt und das Herrenturnier vom 15. bis 21. September 1986.